# Dugginaikanapalli, Bagepalli
Dugginaikanapalli là một làng thuộc tehsil Bagepalli, huyện Kolar, bang Karnataka, Ấn Độ.